# Helmut Wilhelm Schulz
Helmut Wilhelm Schulz, Spitzname „Hap“ Schulz, (* 10. Juli 1912 in Berlin; † 28. Januar 2006 in White Plains, New York) war ein aus Deutschland stammender, US-amerikanischer Physiker, Chemiker und Umweltwissenschaftler.

## Leben
Helmut Wilhelm Schulz migrierte mit seiner Familie 1924 nach New York. Nach dem Schulbesuch an der Brooklyn Technical High School und einem Pulitzer-Stipendium studierte er an der New Yorker Columbia University.
Seine erste Anstellung führte ihn zu Union Carbide, für die er 1940 beim Bau einer Fabrikanlage für die Herstellung von Methanol in Niagara Falls eingesetzt wurde. Bei Laborarbeiten kam es zu einer Explosion, infolge derer er erblindete. Während seines Aufenthaltes im Krankenhaus der Columbia University befasste er sich mit der wissenschaftlichen Problematik der Uran-Anreicherung. Hierzu entwickelte er einen Prozess, der 1942 zu einem Patent führte.
Nach seinem Ph.D. in chemischer Verfahrenstechnik an der Columbia University kehrte er als Forschungsdirektor zu Union Carbide zurück. 1948 richtete er eine  Stiftungsprofessur der Union Carbide an der Columbia ein, die mit dem späteren Nobelpreisträger Arthur L. Schawlow besetzt wurde.
In den späten 1960er Jahren entwickelte Schulz einen neuartigen Flüssigtreibstoff für Raketen. 1969 wurde Schulz pensioniert und ging als Forscher zurück an die Columbia. Ausgerüstet mit Geldern der National Science Foundation erforschte er die Umwandlung von Müll in Energie. Er entwickelte schließlich einen „sauberen“ Prozess, um aus Feststoffabfall, Klärschlamm und toxischem Material (PCB) sowie Chemiewaffen Elektrizität zu gewinnen.
Helmut W. Schulz hatte im Laufe seiner Arbeiten 64 Patente angemeldet, die sich mit Nuklearphysik, Raketentechnik sowie der Abfallentsorgung und regenerativen Stoffprozessen befassten. 2004 wurde er zusammen mit Masanobu Shinozuka mit dem höchsten Wissenschaftspreis der Columbia University, dem „Egleston Award for Distinguished Engineering Achievement“ ausgezeichnet.